# Kerem Awraham
Kerem Awraham (hebr.כרם אברהם) – osiedle mieszkaniowe w Jerozolimie położone w centralnej części miasta. Kerem Awraham dosłownie oznacza „Winnica Abrahama”. Kerem Awraham znajduje się w niewielkiej odległości od osiedla Ge’ula.

## Historia
Kerem Awraham powstał w 1855 r. Nazwa dzielnicy nawiązuje do małej winnicy znajdującej się na terenie prywatnej posiadłości. Dom wokół znajdowała się winnica znajduje się do dziś na ulicy Ovidia 24. W 1853 James Finn, wysoki urzędnik brytyjski w Mandacie Palestyny nabył kawałek ziemi położony poza murami ówczesnego miasta za 250 funtów. Dom został wybudowany w 1855 r. Początkowo miejsce to nazywało się Karm al-Khjalil co oznacza „Ukochana winnica Abrahama”.
Granicę dzisiejszej dzielnicy stanowią ulice Malchej Jisra’el, Jechezkel, Cefania. Na terenie Kerem Awraham znajduje się sierociniec „Schneller”.